# Avtorska pravljica
Avtorska ali umetna pravljica je pravljica, ki ima znanega avtorja. Nasprotje je ljudska pravljica, ki se širi z ustnim izročilom in je znan samo zapisovalec.
Zgledi avtorskih pravljic:
- Hans Christian Andersen: Mala morska deklica
- Fran Levstik: Kdo je napravil Vidku srajčico
- Dragotin Kette: Šivilja in škarjice